# Sunnybrook (Alberta)
Sunnybrook est un hameau situé dans la province d'Alberta, dans le Comté de Leduc.